# کالدول (تگزاس)
کالدول، تگزاس(به انگلیسی: Caldwell, Texas) شهری در ایالت تگزاس از ایالات جنوبی ایالات متحده آمریکا است. در سرشماری سال ۲۰۰۰، جمعیت این شهر ۳۴۴۹ نفر اعلام شد.